# أولاد موسى بن إبراهيم (موالين الواد)
أولاد موسى بن إبراهيم هي إحدى مشيخات المملكة المغربية، تتبع جغرافيا لإقليم بنسليمان وإداريًا لموالين الواد. يقدر عدد سكانها بـ 4787 نسمة حسب الإحصاء الرسمي للسكان والسكنى لسنة 2004.